# 天主教查亞普拉教區
天主教查亞普拉教區（拉丁語：Dioecesis Iayapuraensis）是印度尼西亞一個羅馬天主教教區，位於巴布亞省東北部，屬馬老奇總教區。2006年有教友65,180人、25個堂區、37名司鐸。現任主教為良·拉巴·拉查爾。
1949年5月12日自荷屬新幾內亞代牧區建立監牧區，1954年6月14日升為代牧區。1969年4月25日升為教區。